# Dubina (odbočka)
Dubina je odbočka, která se nachází v km 128,132 dvoukolejné trati Chomutov–Cheb, do které se v odbočce napojuje spojovací trať ze stanice Droužkovice. Odbočka v této poloze byla aktivována na přeložce trati v roce 1978. Nachází se u obce Černovice. Původní stejnojmenná odbočka ležela na později snesené trati v letech 1961 až 1978.

## Popis odbočky
Odbočka je ovládána místně výpravčím z dopravní kanceláře. Odbočka je vybavena reléovém zabezpečovacím zařízením, kterým jsou ovládány mj. 4 výhybky s elektromotorickým přestavníkem. Spojovací kolej vedla z odbočky původně do výhybny Spořice na trati Lužná u Rakovníka – Chomutov, po výstavbě přeložky trati však byla výhybna zrušena a nahrazena stanicí Droužkovice na nově vybudovaném úseku trati.